# Comuna de Mogilno
Mogilno (polaco: Gmina Mogilno) é uma gminy (comuna) na Polónia, na voivodia de Cujávia-Pomerânia e no condado de Mogileński. A sede do condado é a cidade de Mogilno.
De acordo com os censos de 2004, a comuna tem 24 944 habitantes, com uma densidade 97,4 hab/km².

## Área
Estende-se por uma área de 256,11 km², incluindo:
- área agricola: 81%
- área florestal: 5%

## Demografia
Dados de 30 de Junho 2004:
|                      | Total   | Total | Mulheres | Mulheres | Homens  | Homens |
| -------------------- | ------- | ----- | -------- | -------- | ------- | ------ |
|                      | pessoas | %     | pessoas  | %        | pessoas | %      |
| População            | 24 944  | 100   | 12 741   | 51,1     | 12 203  | 48,9   |
| Densidade (pop./km²) | 97,4    | 100   | 49,7     | 49,7     | 47,6    | 47,6   |

De acordo com dados de 2002, o rendimento médio per capita ascendia a 1482,88 zł.

## Comunas vizinhas
- Dąbrowa, Gąsawa, Janikowo, Orchowo, Rogowo, Strzelno, Trzemeszno